# Грдана: Зла вила
Грдана: Зла вила (енгл. Maleficent) је амерички филм из 2014. године, чији је режисер Роберт Стромберг са сценаријом који је радила Линда Вулвертон, са глумачком поставом коју чине Анџелина Џоли, Шарлто Копли, Ел Фанинг, Сем Рајли, Имелда Стонтон, Џуно Темпл и Лесли Менвил. Слабо инспирисан оригиналном бајком Шарла Перо и анимираним филмом из 1959. године Успавана лепотица Волт Дизнија, филм приказује причу из перспективе антонимног антагонисте, приказујући њен конфликтан однос са принцезом и краљем корумпиране краљевине.
Волт Дизни пикчерс је 2010. године најавио да је филм у развоју, са Џоом Ротом као продуцентом и Анђелином Џоли, Дон Ханом и Мајклом Вијера као извршним продуцентима. Снимање се одвијало између јуна и октобра 2012. године. Посебна пројекција филма одржана је у Лондону 9. маја 2014. године, у Кенсингтонској палати.
Док је филм наилазио на помешане критике од стране критичара, задобио је похвале због својих визуелних ефеката, костима, музике и извођења Анџелине Џоли. Све у свему, био је комерцијални успех, зарадивши преко 758 милиона долара широм света, поставши четврти филм који је највише зарадио 2014. године и филм који је највише зарадио у ком глуми Анџелина Џоли. Био је номинован за награду Оскар у категорији за најбољу костимографију. Наставак, Грдана: Господарица зла, изашао је у Србији 16. октобра 2019. године.

## Радња
Лепа, доброћудна, млада жена, Грдана има идиличан живот у ком одраста у мирном шумском царству, све док једног дана војска не угрози хармонију земље. Грдана се уздиже да буде најжешћи заштитник земље, али она на крају трпи немилосрдну издају — чин који почиње да претвара њено добро срце у камен. Решена да се освети, Грдана се суочава са наследником краља и као резултат, баца проклетство на његову новорођену бебу Ружицу. Док дете расте, Грдана схвата да Аурора држи кључ мира у краљевству — а можда и Грданиној истинској срећи.

## Улоге
| Глумац         | Улога       |
| -------------- | ----------- |
| Анџелина Џоли  | Грдана      |
| Ел Фанинг      | Ружица      |
| Шарлто Коплеј  | Краљ Стефан |
| Сем Рајли      | Дијавал     |
| Имелда Стонтон | Љутка       |
| Џуно Темпл     | Љубица      |
| Лезли Манвил   | Цвећка      |